# Ranburne (Alabama)
Ranburne é uma cidade  localizada no estado americano de Alabama, no Condado de Cleburne.

## Demografia
Segundo o censo americano de 2000, a sua população era de 459 habitantes.
Em 2006, foi estimada uma população de 479, um aumento de 20 (4.4%).

## Geografia
De acordo com o United States Census Bureau, a localidade tem uma área de 4,1 km², sem área coberta por água.

## Localidades na vizinhança
O diagrama seguinte representa as localidades num raio de 24 km ao redor de Ranburne.